# Mieczysław Potocki (major)
Mieczysław Potocki vel Roman Górski, vel Henryk Tuczyłowski, vel Kazimierz Ziuch, ps. „Węgielny”, „Kamienny”, „Albinek” (ur. 18 marca 1909 w Goniądzu, zm. 11 listopada 1989 w Łodzi) – major dyplomowany łączności w ZWZ-AK Okręgu Wilno, jeden z dowódców akcji „Burza” na Wileńszczyźnie.

## Życiorys
Ukończył roczny kurs unitarny w Szkole Podchorążych Piechoty w Komorowie koło Ostrowi Mazowieckiej, a następnie dwuletnią Szkołę Podchorążych Inżynierii w Warszawie. 7 sierpnia 1932 Prezydent RP mianował go podporucznikiem ze starszeństwem z dniem 15 sierpnia 1931 i 4. lokatą w korpusie oficerów łączności. 1 września 1932 przydzielony do 7 batalionu telegraficznego w Poznaniu i wyznaczony na stanowisko dowódcy plutonu. W latach 1937–39 studiował w Wyższej Szkole Wojennej w Warszawie. 
W trzeciej dekadzie sierpnia 1939 roku został przydzielony do Sztabu Samodzielnej Grupy Operacyjnej „Narew” na stanowisko pomocnika dowódcy łączności, majora Tadeusza Błońskiego. Obowiązki na tym stanowisku pełnił w czasie kampanii wrześniowej. 19 września w godzinach przedpołudniowych przekroczył granicę Litwą.
Był internowany na Litwie, skąd udało mu się uciec. W maju 1940
zaangażował się w działalność konspiracyjną i został oficerem sztabowym garnizonu Dwór. Rok później został aresztowany przez NKWD, jednak udało mu się zbiec z transportu przy pomocy kolejarzy. Następnie był szefem sztabu „Pola”, dowódcą Inspektoratu B i Inspektoratu BC, a od kwietnia 1944 dowódcą Zgrupowania nr 2. Pod Krawczunami i Nowisiółkami dowodził oddziałami AK w ich największej bitwie stoczonej na Wileńszczyźnie z jednostkami Wehrmachtu.
17 sierpnia 1944 został aresztowany przez NKWD; był przetrzymywany w obozach w Ostaszkowie i Morszańsku. Wrócił do kraju w 1947 roku. W latach 1948–50 był więziony na Mokotowie. Po uwolnieniu zamieszkał w Łodzi. Pracował w Łódzkich Zakładach Radiowych, działał w ruchu kombatanckim.

## Awanse
- podporucznik – 7 sierpnia 1932 ze starszeństwem z dniem 15 sierpnia 1931 i 4. lokatą w korpusie oficerów łączności
- porucznik – 5 marca 1934 ze starszeństwem z dniem 1 stycznia 1934 i 13. lokatą w korpusie oficerów łączności[5]
- kapitan – 19 marca 1939
- major – ze starszeństwem z dniem 1 stycznia 1943[6]

## Ordery i odznaczenia
- Krzyż Srebrny Orderu Virtuti Militari Nr 12645 (14 lipca 1944)[7]
- Krzyż Walecznych – 1943